# Sarcoglottis
Sarcoglottis är ett släkte av orkidéer. Sarcoglottis ingår i familjen orkidéer.

## Bildgalleri

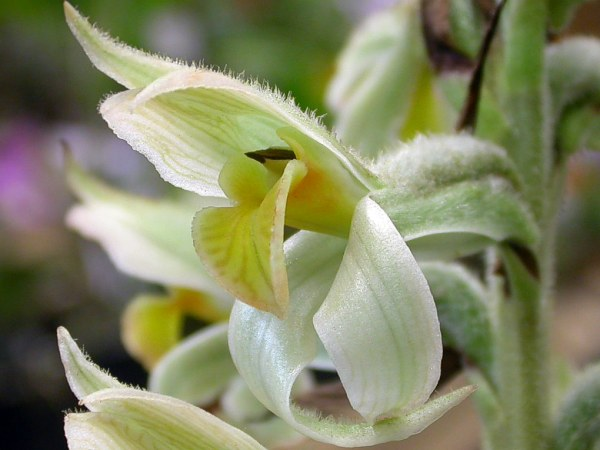
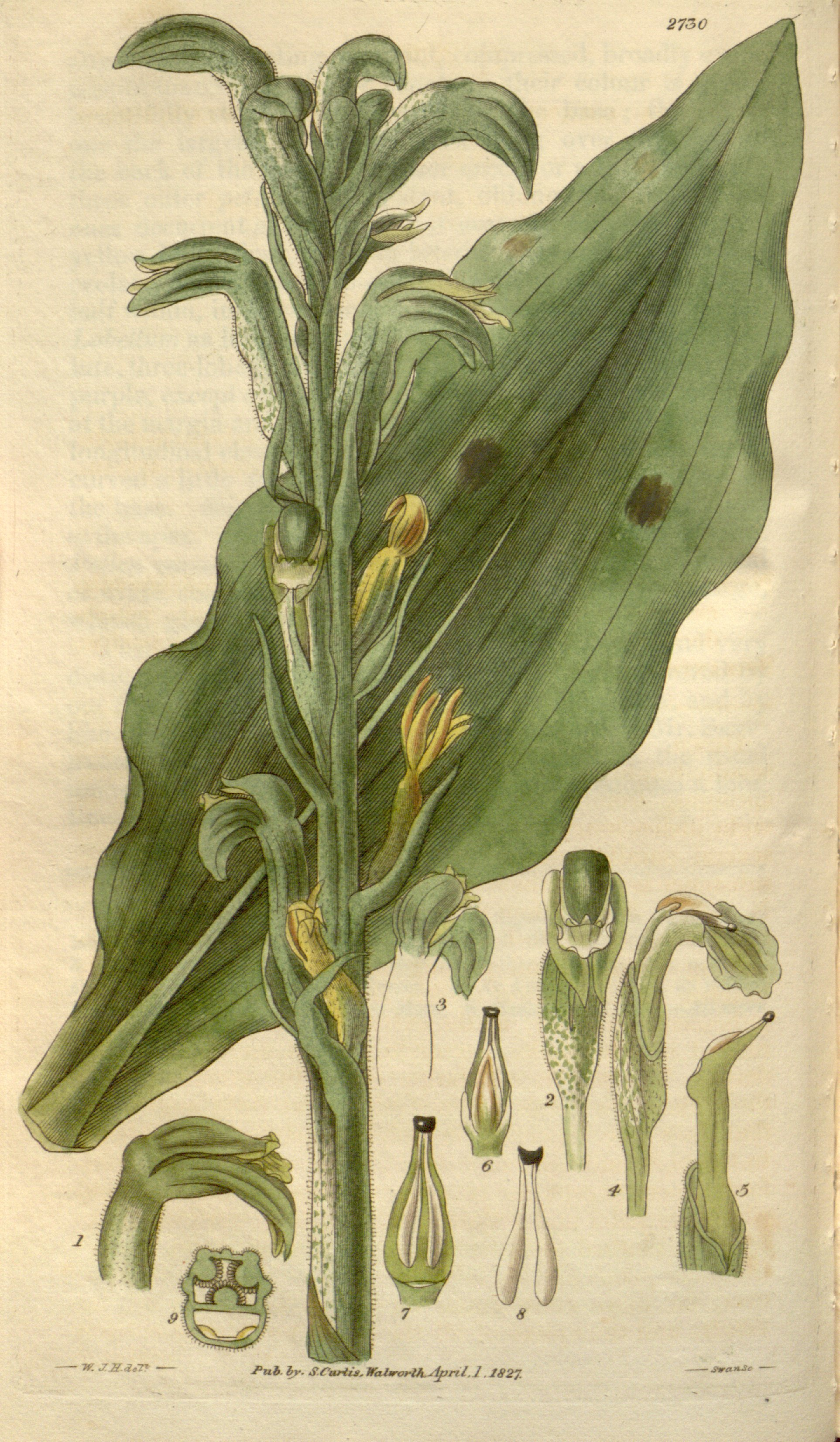

## Dottertaxa tillSarcoglottis, i alfabetisk ordning[1]
- Sarcoglottis acaulis
- Sarcoglottis acutata
- Sarcoglottis alexandri
- Sarcoglottis amazonica
- Sarcoglottis assurgens
- Sarcoglottis biflora
- Sarcoglottis cerina
- Sarcoglottis curvisepala
- Sarcoglottis degranvillei
- Sarcoglottis depinctrix
- Sarcoglottis fasciculata
- Sarcoglottis glaucescens
- Sarcoglottis gonzalezii
- Sarcoglottis grandiflora
- Sarcoglottis heringeri
- Sarcoglottis herzogii
- Sarcoglottis homalogastra
- Sarcoglottis itararensis
- Sarcoglottis juergensii
- Sarcoglottis lehmannii
- Sarcoglottis lobata
- Sarcoglottis magdalenensis
- Sarcoglottis maroaensis
- Sarcoglottis metallica
- Sarcoglottis micrantha
- Sarcoglottis neglecta
- Sarcoglottis pauciflora
- Sarcoglottis portillae
- Sarcoglottis pseudovillosa
- Sarcoglottis riocontensis
- Sarcoglottis rosulata
- Sarcoglottis sceptrodes
- Sarcoglottis schaffneri
- Sarcoglottis schwackei
- Sarcoglottis scintillans
- Sarcoglottis smithii
- Sarcoglottis speciosa
- Sarcoglottis stergiosii
- Sarcoglottis tirolensis
- Sarcoglottis trichogyna
- Sarcoglottis turkeliae
- Sarcoglottis uliginosa
- Sarcoglottis umbrosa
- Sarcoglottis ventricosa
- Sarcoglottis veyretiae
- Sarcoglottis villosa
- Sarcoglottis viscosa
- Sarcoglottis woodsonii